# Caffrogobius
Caffrogobius là một chi của Họ Cá bống trắng

## Các loài
Chi này hiện hành có các loài sau đây được ghi nhận:
- Caffrogobius agulhensis (Barnard, 1927) (Agulhas goby)
- Caffrogobius caffer (Günther, 1874)
- Caffrogobius dubius (J. L. B. Smith, 1959)
- Caffrogobius gilchristi (Boulenger, 1898) (Prison goby)
- Caffrogobius natalensis (Günther, 1874) (Baldy)
- Caffrogobius nudiceps (Valenciennes, 1837) (Barehead goby)
- Caffrogobius saldanha (Barnard, 1927)